# Pozzuolo Martesana
Pozzuolo Martesana település Olaszországban, Lombardia régióban, Milánó megyében. Lakosainak száma 8572 fő (2023. január 1.). Pozzuolo Martesana Truccazzano, Cassano d’Adda, Inzago, Bellinzago Lombardo, Melzo és Gorgonzola községekkel határos.

## Népesség
A település lakossága az elmúlt években az alábbi módon változott:
| Lakosok száma | 8289 | 8471 | 8439 | 8572 |
|               | 2013 | 2017 | 2018 | 2023 |